# Lijst van Commodore 128-spellen
Dit is een lijst van Commodore 128-spellen.
| Titel                                              | Jaar | Uitgever          | Genre                  |
| -------------------------------------------------- | ---- | ----------------- | ---------------------- |
| A Mind Forever Voyaging                            | 1985 | Infocom           | Avonturenspel          |
| Beyond Zork: The Coconut of Quendor                | 1987 | Infocom           | Avonturenspel RPG      |
| Bureaucracy                                        | 1987 | Infocom           | Avonturenspel          |
| The Hitchhiker's Guide to the Galaxy               | 1985 | Infocom           | Avonturenspel          |
| Kikstart: Off-Road Simulator                       | 1986 | Mastertronic      | Autoracespel Sportspel |
| The Last V8                                        | 1986 | Mastertronic      | Autoracespel           |
| QIX                                                | 1989 | Taito Software    | Actiespel              |
| The Quest for the Holy Grail                       | 1984 | Dream Software    | Adventure              |
| The Rocky Horror Show                              | 1986 | CRL Group         | Actiespel              |
| Science Fiction Classics                           | 1987 | Infocom           | Avonturenspel          |
| Thai Boxing                                        | 1986 | Anco Software     | Actiespel Sportspel    |
| Trinity                                            | 1986 | Infocom           | Avonturenspel          |
| Ultima V: Warriors of Destiny                      | 1988 | Origin Systems    | RPG                    |
| Up Periscope!                                      | 1986 | Actionsoft        | Simulatiespel          |
| Wizardry: Legacy of Llylgamyn - The Third Scenario | 1989 | Sir-tech Software | RPG                    |
| Wizardry V: Heart of the Maelstrom                 | 1988 | Sir-tech Software | RPG                    |